# Objetos perdidos (serie)
Objetos perdidos fue un programa de comedia emitido por Televisa. Empezó a transmitirse el 20 de marzo del 2007 todos los martes en las noches por Canal de Las Estrellas y También el Clásico TV y Distrito Comedia el 2012.
El formato del programa está compuesto de cortos sketches acerca de historias escondidas detrás de objetos perdidos encontrados en un álmacén. Está escrito en una tono mexicano de comedia negra, y duraba 30 minutos.
A pesar de las historias divertidas y las buenas presentaciones, rumores han circulado desde el comienzo del show acerca de la eventual cancelación debido a bajos ratings.

## Reparto
- Enrique Rocha - Narrador
- Héctor Sandarti - Varios personajes
- Roxana Castellanos - Varios personajes
- Luis Ernesto Cano - Varios personajes
- Raquel Garza - Varios personajes
- Arath de la Torre - Varios personajes